# 딴 슈웨
탄 슈웨(버마어: သန်းရွှေ [θáɴ ʃwè], 영어: Than Shwe,  1933년 2월 2일~)는 미얀마의 군인, 정치인으로 1992년부터 19년간 미얀마를 독재 통치해 왔다.
2011년 3월 30일 미얀마 연방 공화국 체제의 출범과 함께 국가평화발전평의회 의장직을 사임하며 2선으로 물러났다.

## 생애

### 학력
- 캬육세 고등학교 (~1949)
- 장교교육학교 (1949~1953) (소위 임관)
- 미하일 프룬제 군사 대학 (1969~1971) (고급 참모훈령과정)

### 정치 경력
미얀마 군부의 국가평화발전위원회(SPDC)가 1988년의 네 윈의 군사 정권 붕괴에 대응하고자 했을 때 딴슈웨는 그 대응을 추진한 21명의 멤버 중의 한 명으로 지명되었다. 그는 당시 의장이 된 소마웅의 오른팔 역할을 하였고, 1992년 4월 23일에 건강 상의 이유로 소마웅이 사임하였을 때 국가평화발전위원회 의장, 국가법질서회복위원회(SLORC) 의장, 국방장관, 국군최고사령관으로서 그의 후계자가 되었다.
집권 초기에 자신의 경쟁자인 아웅산수찌에 대한 정치적 재제을 일부 완화하였으며, 1989년에 국명을 버마에서 미얀마로 고쳤고, 1993년에는 새로운 헌법을 마련하여 공식적으로 국가원수가 되었다.
딴슈웨는 기존의 네 윈 장군이 시행한  여니 조치들을 번복했고, 미얀마의 동남아시아 국가 연합 참여를 지지했다. 1995년부터 탄 슈웨는 정치적인 부패를 없앤다는 명목하에 반대파에 대한 대규모 숙청을 가했다.
딴슈웨는 자신에 대한 비판을 거의 잘 인정하진 않지만 국제 적십자 위원회 및 국제 앰네스티를 처음으로 미얀마에 입국시키기도 했다. 하지만 그와 군사정권은 카렌족과 샨족 등 소수민족에 대한 박해는 계속 가했다. 또 미얀마 북부의 로힝야족에 대한 탄압을 실시해 25만명 이상의 난민들이 인근의 방글라데시로 망명가기도 하였다.
2006년에는 수도를 양곤(랑군)에서 핀마나(이후 네피도로 개명)로 옮겼으며, 2007년 미얀마 반정부 시위를 진압하던 도중 일본인 기자 나가이 겐지가 죽자 일본 정부와의 외교적 마찰이 발생하였다.

## 같이 보기
- 아웅산수찌
- 2007년 미얀마 반정부 시위